# النظام الخاص بجماعة الإخوان المسلمين
النظام الخاص لجماعة الإخوان المسلمين أو التنظيم الخاص أو التنظيم السري لجماعة الإخوان المسلمين. هو الجناح العسكري السري لجماعة الإخوان المسلمين أسسته الجماعة في عام 1940 وكان هدفه بحسب مهدي عاكف «إعداد نخبة منتقاة من الإخوان المسلمين للقيام بمهمات خاصة والتدريب على العمليات العسكرية ضد العدو الخارجي ومحو الأمية العسكرية للشعب المصري في ذلك الوقت، حيث كان كل فرد يمكنه دفع عشرين جنيهًا ليستطيع التخلص من الخدمة العسكرية.» ، وبحسب محمود عبد الحليم في كتابه الإخوان المسلمون أحداث صنعت التاريخ قام النظام الخاص من أجل «محاربة المحتل الإنجليزي داخل القطر المصري والتصدي للمخطط الصهيوني اليهودي لاحتلال فلسطين» وكان من أشهر أعضائه: جمال عبد الناصر ومحمد أنور السادات وخالد محيي الدين الأعضاء في مجلس قيادة الثورة وفق شهادة خالد محيي الدين نفسه وشهادة السادات فيقول «رحم الله حسن البنا .. و أنا كنت معاصر للشيخ و كنا نعمل يدا بيد أيام التنظيم السري ضد الإنجليز و الملك و الأحزاب و ليس ضد مصر» وقد انضما إلي النظام الخاص عام 1943 وفق رواية أحمد رائف.

## ظروف التأسيس
- أراد حسن البنا أن يُكوّن ذلك «الجيش المسلم» للتصدي لليهود والإنجليز حيث كانت قناعته أن الإنجليز بتواطئهم مع اليهود لن يتركوا مصر ولا فلسطين، ومع شعوره بضعف الحكومات العربية وهزال الجيش المصري في هذا الوقت كان هذا حافزًا آخر لتكوين «النظام الخاص»، حيث كان التأسيس وليد فكر مشترك بين الحاج أمين الحسيني (مفتي فلسطين) وبين حسن البنا (مرشد الإخوان)[5]
- لم يكن النظام الخاص فكرة جديدة ابتدعها الإخوان في ذلك التوقيت، فكل القوى السياسية الموجودة بالساحة في الوقت كان لديها أجهزة عسكرية سرية مثل «الوفد» و«السراي» و«مصر الفتاة»، وعرف وقتها أصحاب الياقات الزرقاء والحرس الحديدي، حتى أن «الضباط الأحرار» كان تنظيمًا سريًا في هذا الوقت.

## كيفية اكتشافه
اكتشف النظام عبر قضية السيارة الجيب عام 1948 حيث عثر البوليس السياسي على سيارة جيب بها جميع أسرار النظام الخاص لجماعة الإخوان المسلمين، ومن بينها أوراق التكوين والأهداف، وقدمتها حكومة النقراشي لمحكمة الجنايات. وبعدما اطّلعت المحكمة على أهداف النظام الخاص قالت في حكمها: «إن المدانين كانوا من ذوي الأغراض السامية التي ترمي أول ما ترمي إلى تحقيق الأهداف الوطنية لهذا الشعب المغلوب علي أمره.»
يقول يوسف القرضاوي في مذكراته": لقد أحيلت هذه القضية إلى محكمة مدنية، برئاسة المستشار أحمد بك كامل، وكان قد اتهم فيها أكثر من ثلاثين شخصًا، منهم: عبد الرحمن السندي، ومصطفى مشهور، ومحمود الصباغ، وأحمد حسنين، وأحمد زكي وغيرهم. وكان الجو السياسي قد تغير، بعد سقوط حكومة إبراهيم عبد الهادي، وكانت فرصة ليصول فيها المحامون الإسلاميون والوطنيون، أمثال مختار عبد العليم، وشمس الدين الشناوي، وعبد المجيد نافع، وعزيز فهمي، وأحمد حسين وغيرهم، وأن تُسمع شهادات رجال كبار مثل اللواء المواوي، واللواء فؤاد صادق وغيرهما.
وقد أصدرت المحكمة فيها حكمًا تاريخيًا، برّأ أكثرية المتهمين، وحُكم على أفراد قليلين منهم بأحكام مخففة، ما بين سنة وثلاث سنوات. ولكن الشيء المهم في الحكم أنه أنصف الإخوان بوصفهم جماعة إسلامية وطنية، وأبرز دورهم الوطني والجهادي في مصر وفلسطين، ودورهم الثقافي والاجتماعي في خدمة مصر. ثم كانت المفاجأة الكبرى أن انضم رئيس المحكمة المستشار الكبير أحمد كامل بعد ذلك إلى الإخوان المسلمين، ونشرت ذلك الصحف بالخط العريض: حاكمهم ثم انضم إليهم! 

## المؤسسون
- عبد الرحمن السندى
- صالح عشماوي.
- حسين كمال الدين.
- حامد شريت.
- عبد العزيز أحمد.
- محمود عبد الحليم.

وعهد حسن البنا بقيادة النظام الخاص إلى صالح عشماوي، وكان آنذاك وكيلاً للجماعة. وحظي محمود عبد الحليم بمساحة تنفيذية واسعة في بداية إنشاء هذا التنظيم، وقال عن ذلك: «عند مباشرة عملية الإنشاء وجدت نفسي أشبه بالعضو المنتدب لهذه القيادة»، فقد كان مندوبًا عن الطلبة في القاهرة، واستطاع أن يجعل من الطلاب العنصر الأساسي في تكوين هذا التنظيم العسكري الذي تم تقسيمه لمجموعات عنقودية صغيرة لا يعرف بعضها البعض، مع تلقينهم برنامجًا إيمانيًا وروحيًا مكثفًا، إضافة إلي دراسة مستفيضة للجهاد في الإسلام، وكذلك التدريب على استعمال الأسلحة والأعمال الشاقة والمبالغة في السمع والطاعة في المَنشَط والمَكرَه وكتمان السر. غير أن محمود عبد الحليم ترك هذه المسئولية بعد أن عهد إلى عبد الرحمن السندي بها بسبب انتقاله للعمل في دمنهور في 16/6/1941 م.

## إدارة عمل التنظيم
تَشكّل النظام الخاص وفقًا لمجاميع عنقودية متسلسلة، بحيث تتكون المجموعة القيادية من خمسة أفراد يتولى كل منهم تكوين مجموعة من خمسة آخرين، ويظل الأمر مسلسلاً إلي ما لا نهاية، ومن هذا التسلسل يكون الأفراد الذين يقومون بالتواصل مع بعضهم ويعرفون بعض لا يزيدون عن ثمانية أفراد. وكانت القيادة العليا للتنظيم تتكون من عشرة أفراد، خمسة منهم المجموعة العنقودية الأساسية والتي كانت مشكّلة ـ حسب الترتيب التنظيمي ـ من عبد الرحمن السندي ومصطفى مشهور ومحمود الصباغ وأحمد زكي حسن وأحمد حسنين؛ أما الخمسة الآخرون فكانوا صالح عشماوي ومحمد خميس حميدة والشيخ محمد فرغلي وعبد العزيز كامل ومحمود عساف.
وقد سار عبد الرحمن السندى في بداية الأمر سيرًا حسنًا نال به رضاء القيادات والأفراد في النظامين الخاص والعام  في الإخوان المسلمين، وخاصة للدور الهام الذي قام به أعضاء هذا النظام في حرب فلسطين ومساعدتهم للثوار الفلسطينيين ومعاونتهم للجيش المصري هناك، بالإضافة لدورهم في قض مضاجع الإنجليز في القاهرة ومحافظات مصر. ولكن ثمة تغيرات ظهرت فيما بعد على شخصية وسلوك السندي بدأت تقود النظام لاتجاه مخالف عن نهج المرشد حسن البنا.

## التربية في النظام الخاص
يروي محمود الصباغ في كتابه "حقيقة النظام الخاص" أنه "كان أول ما يختبر به العضو الجديد فيما يعلن من رغبته في الجهاد في سبيل الله أن يكلف بشراء مسدس علي نفقته الخاصة والذي لم يكن يزد ثمنه في هذا الوقت عن ثلاثة جنيهات. ولم يكن الانضمام للنظام الخاص بالأمر اليسير، فالشخص المرشح يمر بسبع جلسات بمعرفة "المُكَوّن" ـ وهو يعني الشخص الذي يقوم بتكوين أعضاء النظام ـ، وتبدأ هذه الجلسات بالتعارف الكامل على المرشح، ثم جلسات روحية تشمل الصلاة والتهجد وقراءة القرآن، ثم جلسة للقيام بمهمة خطرة ـ وتكون بمثابة الاختبار ـ حيث يطلب من الشخص كتابة وصيته قبلها، ويستتبع ذلك مراقبة هذا المرشح وسلوكه ومدى نجاحه في المهمة التي كُلّف بها، إلى أن يتدخل الشخص المكوّن في آخر لحظة ويمنع الشخص المرشح من القيام بالمهمة، ويستتبع ذلك جلسة البيعة التي كانت تتم في منزل بحي الصليبة بجوار سبيل أم عباس  حيث يُدعى المرشح للبيعة والشخص المسئول عن تكوينه بالإضافة للسندي زعيم النظام الخاص، حيث يدخل الثلاثة لغرفة البيعة التي تكون مطفأة الأنوار ثم يجلسون على فرش على الأرض في مواجهة شخص مغطى جسده تمامًا من قمة رأسه إلي قدمه برداء أبيض يخرج يداه ممتدتان علي منضدة منخفضة "طبلية" عليها مصحف شريف، ويبدأ هذا الشخص المغطى بتذكير المرشح بآيات القتال وظروف سرية هذا "الجيش" ويؤكد عليه بأن هذه البيعة تصبح ملزمة والتي تؤدي خيانتها إخلاء سبيله من الجماعة ويخرج هذا الشخص مسدسا من جيبه ويطلب من المرشح تحسس المصحف والمسدس والقسم بالبيعة وبعدها يصبح المرشح عضوًا في "الجيش الإسلامي". ويضيف محمود الصباغ في كتابه "أنه عندما ترقّى للقيادة في هذا التنظيم اكتشف أن الشخص المغطي كان هو صالح عشماوي وكيل الجماعة الذي كان يأخذ البيعة عن المرشد، وبعد البيعة يمر عضو النظام الجديد بأربع مراحل تستغرق كل واحدة 15 أسبوعًا يتلقي فيه برنامجا قاسيا في التربية العسكرية والجهادية إضافة إلي الجانب التعبّدي والروحاني".

## أهم عمليات النظام الخاص
- إلقاء قنبلة علي النادي البريطاني في ليلة عيد الميلاد 1945 م حيث رأى إخوان النظام الخاص أن يعملوا علي بث الخوف في قلوب الجنود الإنجليز العابثين الذين كانوا يقتلون الأبرياء ويهتكون الأعراض ويحطمون واجهات المحالات يوميًا وهم سكارى، فقرر أعضاء النظام الخاص أن يلقوا على النادي البريطاني قنبلة في ليلة عيد الميلاد، والتي لم تقتل أحدا ولكن بثت في قلوب الإنجليز الرعب في ذلك الوقت.
- نسف شركة الإعلانات الشرقية الخاصة باليهود آنذاك في 12 نوفمبر 1948 م، نسف لشيكوريل وسينمات مملوكة لليهود أيضًا، تعطيل سفينة يهودية في ميناء بورسعيد، نسف بعض المساكن في حارة اليهود بالقاهرة وحادثة فندق الملك جورج.[9]
- وضع قنابل غير متفجرة في ستة من أقسام الشرطة بالقاهرة في 26 نوفمبر 1946 وديسمبر من العام 1946، لإجهاض مشروع معاهدة صدقي بيفن التي استقالت على إثرها حكومة إسماعيل صدقي باشا.
- المشاركة في حرب فلسطين التي اشتعلت قضيتها منذ ثورة 1936 وحتي المشاركة في حرب 1948.[10][11] ومن أبرز أعمال النظام الخاص فيها (معركة كفار ديروم الأولى - نصب كمائن للعدو واصطياد أفراده بعد تدمير شبكات المياه - تدمير برج مستعمرة «تل بيوت» - استرداد دير مار إلياس - تحرير قرية العسلوج - منع العدو من احتلال جبل المكبر وتكبيده خسائر فادحة - تدمير مركز قيادة اليهود وبداخله ضباط كبار والاستيلاء على تبّة اليمن - تموين قوات الجيش المصري المحاصر في الفالوجا)
- المشاركة في حرب القنال لإجلاء الإنجليز 1951 ومن أبرز أعمال النظام الخاص فيها (مهاجمة دوريةً مصفحةً جنوب القنطرة - قذف مئات من سيارات الاحتلال بالقنابل والزجاجات الحارقة - نسف مخازن الذخيرة بأبي سلطان - تدمير أنابيب المياه التي تغذي المعسكرات الإنجليزية - نسف قطارات الإنجليز في مناطق السويس والإسماعيلية - ضرب سيارة مصفَّحة بمعسكر القرين - نسف خط السكة الحديد بقرية أبو حماد- إحراق مخازن البترول في جبل عتاقة بالسويس).
- تفجير محلات جانتينو: في يوليو 1948 التي تعود ملكيتها لليهود حيث تم زرع عبوة ناسفة داخل المحلات الثلاثة ونسفها بالكامل على يد التنظيم الخاص.

## دور النظام الخاص في حرب 1948 م
كان أول تحرك عملي من «النظام الخاص» تجاه القضية الفلسطينية عندما جاء الحاج «أمين الحسيني» مفتي «فلسطين» إلى «القاهرة» في سنة (1365 هـ = 1946 م)، فارًّا من محاكمة الحلفاء في أعقاب الحرب العالمية الثانية، والذين اتهموه بالتعاون مع «هتلر»، والعمل على مناصرة قواته في دخولها «مصر»، والتخابر مع المسئولين المصريين بهذا الشأن.
وكان للإخوان المسلمين دور كبير في مساندة الحاج «أمين الحسيني»، والتدخل لدى الحكومة المصرية لمنحه حقَّ اللجوء السياسي، وكان طبيعيًّا أن تتعاون الحكومة المصرية مع الحاج «أمين الحسيني»، الذي توافقت طلباته ومقترحاته مع قرار اللجنة العسكرية العليا التي اجتمعت سنة (1366 هـ = 1947 م) وقررت الاعتماد على الفلسطينيين في الدفاع عن بلادهم، وتقديم ما يحتاج إليه المتطوعون من أسلحة وذخيرة، وتحصين الفلسطينيين في قراهم وتسليحهم ضد الإرهاب الصهيوني، ووقوف الجيوش العربية على الحدود وعدم دخولها إلى الأراضي الفلسطينية.
وقام النظام الخاص بتعيين ضابط اتصال بين جماعة الإخوان المسلمين وبين الهيئة العربية العليا في شئون التسليح والتي يمثلها الشهيد «عبد القادر الحسيني»- بمساعدة أحد التجار الفلسطينيين-، والذي كان مسئولاً عن التمويل المالي للهيئة العربية للتسليح، وقام «النظام الخاص» بجمع الأسلحة والذخائر التي تركتها الجيوش المتحاربة في صحراء العلمين في نهاية الحرب العالمية الثانية، والتي كان يتم نقلها من الصحراء الغربية إلى القاهرة، ومنها إلى المخازن وأماكن التجميع حتى يتم إرسالها إلى المجاهدين في فلسطين، بعد القيام بعملية صيانة جديدة لها وتنظيفها من الرمال التي تركت فيها لعدة شهور، وذلك في المصانع التي قام «النظام الخاص» بإنشائها؛ من أجل هذا الغرض في «حلمية الزيتون» بالقاهرة، ومن هذا المورد جمعت غالبية الأسلحة والمتفجرات التي استعملها متطوعو الهيئة العربية العليا ومتطوعو«الإخوان المسلمون» في حرب «فلسطين»، وأمدوا بها القوات المسلحة المصرية، وإلى جانب هذا المصدر الرئيسي كان بالإمكان تكليف رؤساء المناطق في جميع أنحاء البلاد بجمع الأسلحة المعروضة للبيع في الأقاليم من تجار الأسلحة. 
وقامت الحكومة المصرية بالتصريح للإخوان المسلمين رسميًّا بجمع الأسلحة، وحشد المتطوعين، وتكوين مراكز تدريب لهم على مختلف الأسلحة، وتسفيرهم إلى «فلسطين».
واستغرق التدريب شهرًا كاملاً في هذه المعسكرات، تحركت بعده قوافل المجاهدين إلى جنوب «فلسطين»، وخاضوا كثيرًا من المعارك مع العدو الصهيوني بمفردهم أحيانًا وبالمشاركة مع الجيش المصري أحيانًا أخرى، وخاصةً بعد دخول الجيش المصري إلى أرض «فلسطين» في (6 من رجب 1367 هـ = 15 من مايو 1948 م)، وتقدم في اتجاهين: الأول يوازي الساحل الفلسطيني شمالاً، والثاني إلى الجنوب، حيث أقام اتصالاً مع الجيش الأردني الذي اندفع إلى القدس واشتبك مع اليهود، وكان من أشهر هذه المعارك «معركة دير البلح»، واستطاع المجاهدون دخول «العوجة» و«العسلوج» و«بئر السبع» و«بيت لحم» و«صور» و«رامات راحيل» و«دير مار إلياس» و«مستعمرة تل بيوت»، وتمكَّن من احتلال «رأس الأحرش».
وعندما يَئِس العدو الصهيوني من اقتحام مدينة «بيت لحم» و«الخليل»- بعد تحرير المجاهدين لها- قام بمهاجمة قوات الجيش المصري في «أسدود» و«المجدل»؛ مما اضطر الجيش أن ينسحب إلى منطقة «الفالوجا» التي حوصر فيها بقوة كبيرة من الصهاينة، فقام المجاهدون بتقديم المُؤَن لأفراد القوات المسلحة لمساعدتهم على الصمود، بعد أن انقطع طريق المواصلات بينهم وبين «القاهرة». 
وطوال تلك الفترة لم ينقطع المجاهدون عن تقديم الدعم والعون لقوات الجيش المصري المحاصر في «الفالوجا»، وظلوا يُحكِمون السيطرة على «بيت لحم» و«الخليل»، حتى فوجئ الجميع بصدور قرار من رئيس الوزراء «النقراشي» باشا يقضى بحل هيئة «الإخوان المسلمين» في «مصر» ومصادرة أموالهم، إلا أن ذلك لم يمنع المجاهدين من القيام بواجبهم المقدس في الدفاع عن «فلسطين» ضد الصهاينة، واستطاعوا هزيمةَ الصهاينة في كثير من المعارك التي كان من أشهرها معركة «كفار ديروم» ومعركة «أبو معيلق»، كما تمكنوا من قطع الطرق المؤدية إلى مستعمرة «بيرون إسحاق» أثناء هجوم الجيش المصري عليها، ومحاصرة مستعمرة «دير سنيد» بالاشتراك مع الجيش المصري، وكان أهم دور لهم في هذه المعركة هو منع وصول النجدات الصهيونية للمقاتلين اليهود داخل المستعمرة، ثم اشتراكهم في الهجوم عليها، حتى سقطت في يد الجيش المصري؛ فكان لسقوطها أسوأُ الأثر في نفوس اليهود الصهاينة.

## أخطاء النظام
لم يسلم النظام الخاص وقائده عبد الرحمن السندي من الوقوع في العديد من الأخطاءالتي لم ينكر الإخوان أنفسهم كونها أخطاء، إلا أن الاختلاف كان دائمًا حول هل كانت تلك الأخطاء بعلم ومباركة المرشد العام حسن البنا أم كانت تصرفات فردية من رجال النظام الخاص دون علم البنا.
يقول اللواء صلاح شادي في كتابه «حصاد العمر» ضمن مراجعاته عن النظام الخاص أن هذا النظام لم يكن يعيبه الهدف ولا أسلوب التوجيه وإنما عابه أخطاء التربية التي كانت صارمة وشديدة خاصة في مساحة السمع والطاعة المبالغ فيها، ولعل هذا المبالغة التي تبدأ من البيعة لشخص مجهول جعلت أعضاء هذا التنظيم لا يستمعون سوى للسندي؛ هذه الدرجة العالية من الثقة والطاعة العمياء محت من عقول هؤلاء الأعضاء المخلصين التفكير في عواقب عدم استخدامهم عقولهم ليميزوا بين دورهم في الجهاد علي أرض فلسطين وبين تسلّط قائدهم السندي.
ومن أشهر الأخطاء التي ارتبطت بالنظام الخاص
- التدبير لمقتل القاضي أحمد الخازندار في 22 مارس 1948 حيث قُتل على يد اثنين من النظام الخاص هما حسن عبد الحافظ ومحمود زينهم، وصدر عليهم الحكم في 22 نوفمبر 1948 بالأشغال الشاقة المؤبدة.

يقول الشيخ يوسف القرضاوي عن هذه الحادثة في مذكراته: «ولقد سمعت من الأخ الكبير الأستاذ محمد فريد عبد الخالق، وكان رئيسًا لقسم الطلاب في ذلك الوقت، وكان من القريبين من الأستاذ البنا، يقول: إنه دخل على الأستاذ البنا، بعد نشر وقوع الحادثة، فوجده أشد ما يكون غضبًا وحنقًا، حتى إنه كان يشد شعره من شدة الغضب، وقال له: أرأيت ما فعل إخوانك يا فريد؟ أرأيت هذه الجريمة الحمقاء؟ إني أبني وهو يهدمون، وأصلح وهم يفسدون. ماذا وراء هذه الفعلة النكراء؟ أي مصلحة للدعوة في قتل قاضٍ؟ متى كان القضاة خصومنا؟؟ وكيف يفعلون هذا بدون أمر مني؟ ومن المسؤول عن الجماعة؟ المرشد العام أم رئيس النظام الخاص؟»
- التدبير لمقتل محمود فهمي النقراشي باشا في 28 ديسمبر 1948 وقد قتل علي يد شاب يدعى عبد المجيد أحمد حسن.
- محاولة حرق أوراق قضية السيارة الجيب في 12 يناير 1949 ـ التي أشيع أنها محاولة نسف غرفة الأرشيف بمحكمة الاستئناف ـ والتي كانت دليل الحكومة في قضية السيارة الجيب، تلك المحاولة التي لم تتم.

## تنظيمات أخرى أنشأها حسن البنا غير النظام الخاص للإخوان
بدأ حسن البنا سلسلة من الإجراءات لتنظيم العمل المسلح.
فقام حسن البنا كخطوة أولى بثلاث محاور:
1. محور مدني مسلح: وكان تحت مسئولية عبد الرحمن السندي، وينتمي اليه المدنيون.
2. نظام خاص داخل الشرطة - سلاح الوحدات -، وكان تحت مسئولية اللواء صلاح شادي.
3. نظام خاص داخل الجيش: وكان تحت مسئولية الصاغ محمود لبيب، ويعاونه عبد المنعم عبد الرءوف، وقد لعب هذا النظام الدور الأكبر في حرب فلسطين.

## موقف عمر التلمساني من رئيس النظام الخاص
يقول عمر التلمساني المرشد الثالث للجماعة:" 
| النظام الخاص بجماعة الإخوان المسلمين | ومن المسلم به بداهة وأنا أقتنع بمواقف الأستاذ البنا كنت أرى أن عبد الرحمن السندي قد تجاوز حدوده عندما شعر بطاعة أفراد النظام له باعتباره أنه رئيس هذا التنظيم وبلغ به الأمر أنه عندما حدث صدام بين فريق من هذا النظام وبين الهضيبى ـ الذي خلف الأستاذ البنا في مركز المرشد العام ـ أن كنت من الساعين إلى التوفيق بين وجهات النظر فالتقيت مع عبد الرحمن السندى في مكان اسمه دار الكتاب العربى لصاحبها المرحوم حلمى المنياوى فسألت عبد الرحمن السندى : هل أخذت رأى من معك قبل أن تقف هذا الموقف من الأستاذ الهضيبى؟ فكان رده عجيبا جدا قال: إننى ما تعودت أن آخذ رأى أحد أبدا، فتركته وانصرفت ودارت الأيام والسنون وألقى جمال عبد الناصر القبض على الأستاذ الهضيبى وبعض الإخوان في يناير 1954 فكنا نلتقى في مكتب المرحوم عبد القادر عودة لعلاج الموقف فحضر عبد الرحمن السندى في ليلة من الليالى وظل هو والحاضرون يتناقشون في الموقف وظللت أنا صامتا ولاحظ ذلك عبد الرحمن السندى فبادرنى قائلا: لماذا لا تبدئ رأيك ولا تتكلم يا فلان؟ فقلت له يا أستاذ عبد الرحمن السندى أنا سمعت منك أنك لا تأخذ رأى أحد فيما تريد أن تفعل فلا داعى لأن أناقش في أمر من الأمور، فحاول جاهدا أن ينكر هذا وأنه ما قال مثل هذا القول فتأكد لى من الأحداث الواقعة أن الغرور تملك المرحوم عبد الرحمن السندى فأخذ هذا الموقف من الأستاذ حسن الهضيبى مثلما وقف نفس الموقف مع الأستاذ حسن البنا رضوان الله عليه ولم تطل أيام الأستاذ البنا حتى يتخذ إجراء معينا مع السندى فوقف عبد الرحمن السندى هذاالموقف واحتل المركز العام هو وبعض أنصاره وذهبوا إلى منزل الأستاذ الهضيبى وأساءوا إليه واجتمعت هيئة مكتب الارشاد والهيئة التأسيسية وقررت فصل السندى وبعض من معه وكان من فضل الله أن الأغلبية كانت ساحقة من أفراد هذا النظام التزمت بكلام الأستاذ المرشد ولم تتابع عبد الرحمن السندى على أهوائه واتجاهاته وزاد الأمور وضوحا في نوايا عبد الرحمن السندى حين عينه عبد الناصر في شركة "شل" في قناة السويس وأفرد له فيلا وسيارة وأثث له منزلا وأطلعه عبد الرحمن السندى ـ مع بالغ الأسف ـ على الكثير من أحوال النظام الخاص وأسماء أعضائه مما مكن لجمال عبد الناصر من أن يسيء لهذا النظام إساءة بالغة كما ثبت من التحقيقات والقضايا التي صدر فيها أحكام ضد المخابرات التي عذبت الإخوان المسلمين..." | النظام الخاص بجماعة الإخوان المسلمين |

## شخصية السندي المثيرة للجدل
أحمد كمال عادل يقول مجيبا على سؤال إسلام أون لاين
- شخصية السندي كانت مثيرة للجدل والإخوان أنفسهم اختلفوا حوله ونسب له صلاح شادي في كتابه حصاد العمر السبب في نكبة الجماعة..صف لنا شخصية السندي من وجهة نظرك؟

- الحقيقة كان رجل مخلصا، وكان متشبعا بفكرة النظام الخاص مما لا يسمح معه بكلام في أي مجال آخر ولا شك أنه كان له أخطاء، منها مثلا أنه لم يرجع للإمام البنا في قرار قتل القاضي الخازندار والنقراشى أيضا رئيس الوزراء ولكنه كان مؤمنا إيمانا لا حدود له بفرضية الجهاد في سبيل الله وحبب ذلك إلى قلبه فأفرغ ذلك الإيمان في النظام الخاص أخلص له كل الإخلاص كان يعشقه ويغار عليه وضحى في ذلك بكل غال وكان يربط كل تكليف بتوقيت وكان سؤاله التقليدي متى؟ ثم يتبع متى بلماذا؟ ومع أنه كانت له قبضة حديدية فإن قلبه كان قلب طفل ومع أنه كان مرهقا في متابعته فإنه كان عاطفيا لأبعد الحدود وكان عنيدا وكان مريضا بالقلب وكان الأطباء ينصحونه بالراحة لكنه كان لا يستجيب ويقول إذا قعدت مرضت وإذا تحركت شفيت.

## حل النظام الخاص
اغتيل مؤسس الجماعة حسن البنا في 12/2 /1949 وقد أدرك حسن الهضيبي بحس القاضي ما لم يمهل القدر حسن البنا تداركه فقرر حل النظام الخاص ولكن بشكل تدريجي، حيث استطاع مساعدوه استمالة سيد فايز القيادي في التنظيم الخاص ليتعرفوا علي أسرار التنظيم، وقرر الهضيبي إعادة تشكيل التنظيم من داخل الجماعة ودخل في صدام مع الجهاز الخاص وقياداته الذين قام بتغيير معظمهم ودمج النظام الخاص في أجهزة الدعوة العلنية حيث سكن أعضائه داخل الوحدات الإدارية الإخوانية وقام بتوحيد قيادة الجماعة حيث أصبح المسئول الحقيقي عن هذا التنظيم هي المكاتب الإدارية في الإخوان.
وهذا الموقف يشكره الأغلبية من الاخوان عليه لكن البعض يرى ان هذا الاجراء كان خطء فادح أكبر من خطء النظام الخاص نفسه وذلك لعدة أسباب منها
لم يكن هذا القرار شوري انما كان قرار فردي -بل شكل الاخوان لجنة لبحث الموقف وكانت النتيجة توصية باستمرار النظام الخاص!
يرى يعض الاخوان ان حل النظام الخاص المسلح كان خطء الجماعة الذي جعل نظام عبد الناصر يتمكن منهم وينكل بهم
دون مفاومة بينما استطاع النظام الخاص اجبار الملك فاروق على إعادة الجماعة مرة أخرى بعد أن قام النقراشي بحلها في المرة الأولى
بينما في المرة الثانية في عهد عبد الناصر لم يكن النظام الخاص متواجد
يقول محمد مهدي عاكف : ".. لم يكن كل قيادات الجماعة تعلم بأمر هذا التنظيم الخاص مما تسبب في أزمة بعد كشفه فيما أطلق عليه ثنائية القيادة لذلك قرر الهضيبي إعادة تشكيله، وجعل قيادته مركزية تتبع مكتب الإرشاد والمكاتب الإدارية للجماعة بالمحافظات المختلفة، وهذا ما أيدته أغلبية القيادات وبعدها بعام ألغاه المستشار حسن الهضيبي بشكل كامل على أساس أنه كان نظامًا سريًّا، ولا يعرفه إلا القليل ومهمته انتهت ؛ لأنه تم إنشاء جهاز علني يدعى الجهاز الوطني لتدريب الناس على الأعمال العسكرية للدفاع عن البلاد، وأضاف عاكف " أن دور النظام الخاص كان يجب أن يتوقف في عام 1949.. وكان يجب أن ينتهي دوره كليا بعد قيام ثورة 1952، معتبراً السرية في أي وقت خطأ، ولكن الظروف التي كانت تمر بها مصر في وقت كانت فيه البلاد محتلة وتعيش أمية عسكرية، فكان هذا هو الاستثناء" 

## وصلات خارجية
- آخر رجال النظام الخاص في الإخوان: أحمد عادل كمال يتحدث لأول مرة عن دوره في اغتيال الخازندار، إسلام أون لاين، 22 فبراير 2009 م
- آخر ما كتبه د. عبد العظيم الديب، إخوان أون لاين، 17 فبراير 2010
- كتاب: حقيقة التنظيم الخاص ودوره في دعوة الإخوان المسلمين ، محمود الصباغ، موقع إخوان ويكي - الكتاب من موقع تراث الإخوان
- الإخوان المسلمين وحرب القنال